# 福岡市立香椎浜小学校
福岡市立香椎浜小学校（ふくおかしりつ かしいはましょうがっこう）は、福岡県福岡市東区香椎浜二丁目 にある公立小学校。

## 校勢
2016年5月1日現在
- 学級数 - 単式学級12学級、特別支援学級1学級
- 児童数 - 282人（うち特別支援学級3人）

## 歴史
- 1983年（昭和58年）
  - 4月1日 - 福岡市立城浜小学校から分離し開校
  - 9月17日 - 校歌制定（作詞：音在孝子、作曲：田代博）
- 1987年（昭和62年） - 福岡市立千早西小学校を分離
- 1992年（平成4年） - 福岡市立香陵小学校を分離

## 通学区域
東区の以下の地区。
- 香椎浜2丁目,3丁目
- 香椎浜ふ頭1丁目 - 4丁目

東区中部、千早駅の約1km北西側の埋立地一帯が校区である。学校の立地する香椎浜2丁目は住宅団地が多く、その北側の香椎浜3丁目はイオンモール香椎浜とマンションが建つ。西側の香椎浜ふ頭は博多港香椎パークポート地区であり港湾施設・工場・物流関連施設などが多い。学校最寄りバス停は西鉄バス「留学生会館前」または「香椎浜2丁目」バス停。
中学校は隣接する城香中学校の校区。

### 校区が隣接する小学校
- 福岡市立香椎小学校
- 福岡市立香陵小学校
- 福岡市立千早西小学校
- 福岡市立城浜小学校
- 福岡市立名島小学校
- 福岡市立箱崎小学校
- 福岡市立照葉小中学校

### 校区内の主な施設
- イオンモール香椎浜
- 香椎浜幼稚園
- かんな保育園
- 県営香椎浜団地
- 市営香椎浜住宅
- 博多港香椎パークポート